# Ompok urbaini
Ompok urbaini és una espècie de peix de la família dels silúrids i de l'ordre dels siluriformes.

## Morfologia
Els mascles poden assolir els 18,1 cm de llargària total.

## Distribució geogràfica
Es troba a Indoxina, incloent-hi els rius Mekong i Chao Phraya.